# ディエゴ・フェレイラ
ディエゴ・フェレイラ（Diego Ferreira、1985年1月18日 - ）は、ブラジルの男性総合格闘家。アマゾナス州出身。ATOS柔術/フォルティスMMA所属。チーム・フェレイラ主宰。元Legacy FCライト級王者。カルロス・ディエゴ・フェレイラとも表記される。

## 来歴
幼い頃はサッカーとカポエイラを経験し、10歳からブラジリアン柔術を始める。ホナウド・ジャカレイに憧れ、ジャカレイのような柔術のキャリアを積むために2008年にアメリカ合衆国へ移住した。その後は順風満帆な柔術のキャリアを積むものの、柔術のキャリアでは金銭的な問題で生計を立てることが難しいと考え総合格闘技へ転向した。

### 総合格闘技
2011年、プロ総合格闘技デビュー。STFCライト級王座とLegacy FCライト級王座を獲得し、9戦9勝の戦績を残す。

### UFC
2014年6月28日、UFC初出場となったUFC Fight Night: Swanson vs. Stephensでコルトン・スミスと対戦し、開始38秒にリアネイキドチョークで一本勝ち。パフォーマンス・オブ・ザ・ナイトを受賞した。
2014年8月30日、UFC 177でラムジー・ニジェムと対戦し、右フックからのパウンドで2RTKO勝ち。ファイト・オブ・ザ・ナイトを受賞した。
2014年10月25日、UFC 179でベニール・ダリウシュと対戦し、0-3の判定負け。キャリア初黒星を喫した。
2015年4月4日、UFC Fight Night: Mendes vs. Lamasでダスティン・ポイエーと対戦し、パウンドで1RKO負け。2連敗となった。
米国アンチドーピング機関（USADA）が2016年4月29日に競技外の抜き打ち検査を実施した際に、フェレイラは7-ケト-DHEAが禁止薬物とは知らずに7-ケト-DHEA（7-ケト-デヒドロエピアンドロステロン）を成分として含むサプリメントの使用を書類に記載した。検査の結果、オスタリンと申告していた7-ケト-DHEAの陽性反応が検出されたが、USADAがフェレイラが検査時に使用していたサプリメントを独自に入手して分析したところ、オスタリンとフェレイラが申告していた7-ケト-DHEAに汚染された汚染サプリメントであることが判明した。2016年6月21日にネバダ州アスレチック・コミッションがフェレイラに1年間の出場停止処分を科した。2016年12月21日にUSADAは、フェレイラが自己申告していたことや汚染サプリメントであったことを考慮して、出場停止の期間を2年間から短縮し17か月間の出場停止処分を科した。
2020年1月18日、UFC 246でライト級ランキング11位の元UFC世界ライト級王者アンソニー・ペティスと対戦し、リアネイキドチョークで2R一本勝ち。パフォーマンス・オブ・ザ・ナイトを受賞した。
2021年2月6日、UFC Fight Night: Overeem vs. Volkovでライト級ランキング13位のベニール・ダリウシュと再戦し、1-2の判定負け。敗れはしたものの、ファイト・オブ・ザ・ナイトを受賞した。
2021年5月7日、UFC on ESPN: Rodriguez vs. Watersonでライト級ランキング14位のグレゴール・ガレスピーと対戦し、パウンドで2RTKO負け。ファイト・オブ・ザ・ナイトを受賞したが、フェレイラは前日計量で160.5ポンドと4.5ポンドの体重超過をしたためボーナスの権利を剥奪され、ファイトマネーの30%をガレスピーに譲渡する条件で試合が行われた。
2023年5月20日、1年半ぶりの復帰戦となったUFC Fight Night: Dern vs. Hillでマイケル・ジョンソンと対戦し、右フックで2RKO勝ち。パフォーマンス・オブ・ザ・ナイトを受賞した。
2024年5月11日、UFC on ESPN: Lewis vs. Nascimentoでマテウシュ・レベツキと対戦し、パウンドで3RTKO勝ち。2試合連続のパフォーマンス・オブ・ザ・ナイトを受賞した。

## 人物・エピソード
- 既婚者であり、3人の子供がいる。

## 戦績

### 総合格闘技
| 総合格闘技 戦績 | 総合格闘技 戦績 | 総合格闘技 戦績 | 総合格闘技 戦績 | 総合格闘技 戦績 | 総合格闘技 戦績 | 総合格闘技 戦績 |
| --------------- | --------------- | --------------- | --------------- | --------------- | --------------- | --------------- |
| 25 試合         | (T)KO           | 一本            | 判定            | その他          | 引き分け        | 無効試合        |
| 19 勝           | 5               | 7               | 7               | 0               | 0               | 0               |
| 6 敗            | 3               | 0               | 3               | 0               | 0               | 0               |

| 勝敗 | 対戦相手                     | 試合結果                         | 大会名                                            | 開催年月日     |
| ×    | グラント・ドーソン           | 5分3R終了 判定0-3                | UFC 311: Makhachev vs. Moicano                    | 2025年1月18日  |
| ○    | マテウシュ・レベツキ         | 3R 4:51 TKO（パウンド）          | UFC on ESPN 56: Lewis vs. Nascimento              | 2024年5月11日  |
| ○    | マイケル・ジョンソン         | 2R 1:50 KO（右フック）           | UFC Fight Night: Dern vs. Hill                    | 2023年5月20日  |
| ×    | マテウス・ガムロット         | 2R 3:26 TKO（ボディへの膝蹴り）  | UFC Fight Night: Lewis vs. Daukaus                | 2021年12月18日 |
| ×    | グレゴール・ガレスピー       | 2R 4:51 TKO（パウンド）          | UFC on ESPN 24: Rodriguez vs. Waterson            | 2021年5月8日   |
| ×    | ベニール・ダリウシュ         | 5分3R終了 判定1-2                | UFC Fight Night: Overeem vs. Volkov               | 2021年2月6日   |
| ○    | アンソニー・ペティス         | 2R 1:46 リアネイキドチョーク     | UFC 246: McGregor vs. Cowboy                      | 2020年1月18日  |
| ○    | マイルベク・タイスモフ       | 5分3R終了 判定3-0                | UFC 242: Khabib vs. Poirier                       | 2019年9月7日   |
| ○    | ルスタム・ハビロフ           | 5分3R終了 判定3-0                | UFC Fight Night: Błachowicz vs. Santos            | 2019年2月23日  |
| ○    | カイル・ネルソン             | 2R 1:23 TKO（パウンド）          | UFC 231: Holloway vs. Ortega                      | 2018年12月8日  |
| ○    | ジャレッド・ゴードン         | 1R 1:58 TKO（左フック→パウンド） | UFC Fight Night: Cowboy vs. Medeiros              | 2018年2月18日  |
| ○    | オリビエ・オービン＝メルシエ | 5分3R終了 判定3-0                | UFC on FOX 18                                     | 2016年1月30日  |
| ×    | ダスティン・ポイエー         | 1R 3:45 KO（パウンド）           | UFC Fight Night: Mendes vs. Lamas                 | 2015年4月4日   |
| ×    | ベニール・ダリウシュ         | 5分3R終了 判定0-3                | UFC 179: Aldo vs. Mendes 2                        | 2014年10月25日 |
| ○    | ラムジー・ニジェム           | 2R 1:53 TKO（右フック→パウンド） | UFC 177: Dillashaw vs. Soto                       | 2014年8月30日  |
| ○    | コルトン・スミス             | 1R 0:38 リアネイキドチョーク     | UFC Fight Night: Swanson vs. Stephens             | 2014年6月28日  |
| ○    | ジョルジ・パチーユ・マカコ   | 5分5R終了 判定3-0                | Legacy FC 25 【Legacy FCライト級タイトルマッチ】  | 2013年11月15日 |
| ○    | クリス・フェイスト           | 5分3R終了 判定3-0                | Legacy FC 24                                      | 2013年10月11日 |
| ○    | カルロ・プラーター           | 5分3R終了 判定3-0                | Legacy FC 20                                      | 2013年5月31日  |
| ○    | ダニー・サリナス             | 2R 1:41 リアネイキドチョーク     | STFC 24: Bad Blood 【STFCライト級タイトルマッチ】 | 2013年2月22日  |
| ○    | ホルヘ・コルテス             | 1R 0:43 キムラロック             | STFC 23: Ferreira vs. Cortez                      | 2012年12月7日  |
| ○    | ドレボンヌ・ホッブス         | 2R 1:57 肩固め                   | UWF: Tournament of Warriors Finale                | 2012年6月30日  |
| ○    | ヘクター・ムニョス           | 1R 3:38 腕ひしぎ十字固め         | UWF: Tournament of Warriors Round 1               | 2012年5月4日   |
| ○    | クリント・ロバーツ           | 2R 0:39 リアネイキドチョーク     | UWF 1: Huerta vs. War Machine                     | 2011年11月26日 |
| ○    | ジョセフ・デイリー           | 5分3R終了 判定2-1                | STFC 15                                           | 2011年4月15日  |

## 獲得タイトル
- Legacy FCライト級王座（2013年）
- STFCライト級王座（2013年）

## 表彰
- UFCファイト・オブ・ザ・ナイト（2回）
- UFCパフォーマンス・オブ・ザ・ナイト（4回）